# Blaine (Washington)
Blaine ist eine Stadt im Whatcom County im US-Bundesstaat Washington. Bei der Volkszählung im Jahr 2020 hatte Blaine eine Einwohnerzahl von 5.884. Da Blaine direkt an der Grenze zu Kanada liegt, ist es die nördlichste Stadt an der Interstate 5 und damit an der Panamericana, welche – mit wenigen Lücken – Alaska mit Feuerland verbindet. Der Peace Arch befindet sich hier.

## Geschichte
Blaine wurde Mitte des 19. Jahrhunderts von Pionieren besiedelt, die die Stadt als Hafen für die Holzfäller- und Fischereiindustrie der Westküste und als Ausgangspunkt für Goldsucher auf dem Weg zu den Goldfeldern von British Columbia etablierten. Blaine wurde am 20. Mai 1890 offiziell gegründet und nach James G. Blaine (1830–1893) benannt, der US-Senator aus dem Bundesstaat Maine, Außenminister und 1884 erfolgloser Präsidentschaftskandidat der Republikaner war.

## Demografie
Nach der Schätzung von 2019 leben in Blaine 5607 Menschen. Die Bevölkerung teilte sich im selben Jahr auf in 79,9 % Weiße, 0,7 % Afroamerikaner, 0,7 % amerikanische Ureinwohner, 9,1 % Asiaten, 1,4 % Ozeanier und 6,3 % mit zwei oder mehr Ethnizitäten. Hispanics oder Latinos aller Ethnien machten 5,8 % der Bevölkerung von Blaine aus. Das mittlere Haushaltseinkommen lag bei 71.324 US-Dollar und die Armutsquote bei 7,5 %.
| Jahr | Einwohner¹ |
| ---- | ---------- |
| 1950 | 1693       |
| 1960 | 1735       |
| 1970 | 1955       |
| 1980 | 2363       |
| 1990 | 2489       |
| 2000 | 3770       |
| 2010 | 4684       |
| 2020 | 5884       |

¹ 1950 – 2020: Volkszählungsergebnisse

## Wirtschaft
Ein Großteil der Wirtschaft von Blaine basiert auf dem grenzüberschreitenden Handel mit Kanada. Der östliche Teil der Stadt beherbergt eine Reihe von Import-/Exportlagern, Fracht- und Kurierdiensten sowie Tankstellen für Langstrecken-LKWs. Die Zoll- und Grenzschutzabteilung des Department of Homeland Security betreibt in Blaine zwei Grenzkontrollstationen.